# Balintore Castle

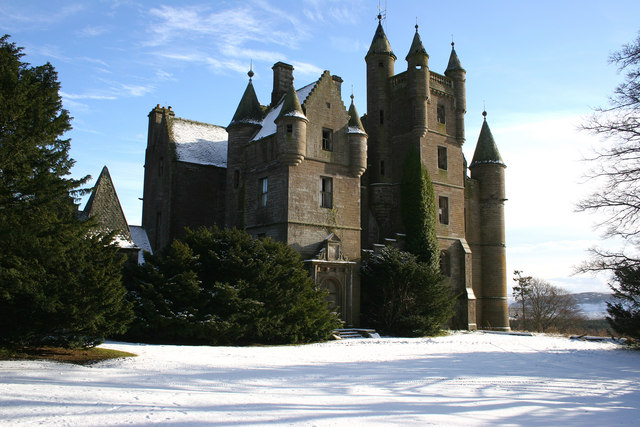
Balintore Castle

Balintore Castle ist eine Burg im Dorf Balintore nahe der Gemeinde Kirriemuir einige Kilometer nördlich des Loch of Lintrathen in der schottischen Council Area Angus. Die Burg aus viktorianischer Zeit, die auf einer Erhöhung über einem Moor steht, hat Historic Scotland als historisches Bauwerk der Kategorie A gelistet. Zwei zugehörige Außenbauwerke sind außerdem als Kategorie-C-Denkmäler geschützt.

## Geschichte

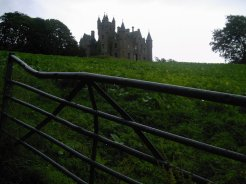
Balintore Castle aus der Ferne

Laut der Landkarte von Timothy Pont gab es Ende des 16. Jahrhunderts einen Wohnturm namens Balintor auf dem Gelände.
Die heutige Burg wurde 1859 vom Architekten William Burn entworfen. Der Politiker David Lyon, der das Vermögen seiner Familie aus Investments in die Britische Ostindien-Kompanie geerbt hatte, ließ Balintore Castle als Jagdschloss bauen. Schließlich war es nur noch während der Jagdsaison bewohnt.
In den 1960er-Jahren entschloss man sich, die ausgedehnten Schäden durch Braunfäule zu reparieren und Balintore Castle wurde als Residenz aufgegeben. Es stand bis 2007 leer und verfiel in dieser Zeit so stark, dass es als strukturell gefährdet betrachtet werden musste. Daher ist es auch im Buildings at Risk Register for Scotland aufgeführt, seit dieses 1990 eingeführt wurde. Die Grafschaftsverwaltung von Angus nutzte ihr Vorkaufsrecht und erwarb das Anwesen von den bisherigen Eignern, die im fernen Osten weilten. Heute gehört es einem Schotten, der es restauriert und darin wohnen will.

## Architektur
Balintore Castle ist ein typisches Beispiel für den Scottish Baronial Style. Sie hat eine Vielzahl von mit Tourellen versehenen Türmen und Giebeln sowie ein nicht mehr vorhandenes Erkerfenster. Der Hauptturm trägt eine Aussichtsplattform mit Balustrade, ähnlich wie Buchanan Castle.
Das innere Zentrum ist der Rittersaal, es gibt aber auch eine Große Galerie, Schlafgemächer, ein Servierzimmer, ein Wohnzimmer für die weiblichen Bediensteten, einen Bürstenraum, einen Bierkeller, einen Möbellagerraum, eine Speisekammer für den Butler, ein Speisezimmer und eine Bibliothek.